# Scorpiurus
Scorpiurus es un género de plantas con flores perteneciente a la familia Fabaceae. Consta de tres especies aceptadas, todas de origen circum mediterráneo. 

## Taxonomía
El género fue creado por Carlos Linneo y publicado en Species Plantarum, vol. 2, p. 745, 1753, y su diagnosis ampliada y precisada en Genera Plantarum, nº 792, p. 332, 1754. La especie tipo es Scorpiurus sulcata. 
Etimología
- Scorpiurus: vocablo compuesto a partir del griego σχoρπίoς, el escorpión, y oύρo, cola, rabo; o sea, 'cola de escorpión' por la forma del fruto retorcido.
- muricatus: prestado del latín mǖrǐcātus, -a, -um, derivado de murex, -icis, el caracol Murex; ornamentado con puntas como las de este gasterópodo, por los tubérculos del fruto.

## Especies aceptadas
- Scorpiurus minimus Losinsk.
- Scorpiurus muricatus L. s. l. (incluye S. sulcatus y S. subvillosus considerados especies propias por diversos autores.[3][4])
- Scorpiurus vermiculatus L.